# Ladislav Pejačević
Grof Ladislav Pejačević (Sopron, 5. travnja 1824. – Našice, 7. travnja 1901.) bio je hrvatski političar iz Unionističke stranke te hrvatski ban u razdoblju 1880. – 1883. Bio je član plemićke obitelji Pejačević te otac grofa Teodora Pejačevića, hrvatskog bana 1903. – 1907. U historigrafiji je poznat i kao "ban kavalir".

## Život
Bio je saborski zastupnik Unionističke stranke. Godine 1868. imenovan je u hrvatsku regnikolarnu diputaciju koja je pregovarala o Hrvatsko-ugarskoj nagodbi.

## Banovanje
Nakon što je Ivan Mažuranić 21. veljače 1880. na vlastitu molbu riješen banske časti, banom je imenovan grof Ladislav Pejačević. Kako se financijalna nagodba između Hrvatske i Ugarske sklapala na 10 godina, dva izaslanstva su o tome pregovarala od 1878. Tek je Pejačević 27. studenog 1880. uglavio financijsku nagodbu.
Proglasom od 15. srpnja 1881. proglašeno je sjedinjenje Vojne krajine s Hrvatskom. Pejačevića je, kao kraljevskog povjerenika, zapala zadaća provedbe sjedinjenja. Vlast zagrebačke generalkomande, kao vrhovne upravne krajiške oblasti, prestala je 1. kolovoza 1881., kad je uprava Krajine, nakon dva stoljeća traženja, bila predana banu.
Hrvatski sabor donio je 15. srpnja 1881. godine novi izborni red. Njime je broj kotara povećan na 77. Glasovanje je, kao i ranije, bilo javno, a izborni cenzus bio je jednako visok. Nije bilo zakonskih sankcija protiv pritisaka na birače. Jedina važnija novost u Pejačevićevu zakonu bila je to da je umjesto vlade, Stol sedmorice u drugom stupnju rješavao reklamacije protiv izbornih listina.

### Nijemi grbovi
Po naredbi ugarskog ministra financija Szapáryja ravnatelj Financijalnog ravnateljstva u Zagrebu Antun David (inače rođeni Mađar) na financijskim uredima u Zagrebu skinuo je hrvatske natpise, a umjesto njih postavljeni su grbovi s hrvatskim i mađarskim natpisom, a da prethodno o tome nije obaviješten ban. Radi toga su se Zagrepčani 15. kolovoza 1883. pobunili te poskidali nove grbove. Zastupnici svih političkih stranaka u Hrvatskoj smatrali su dvojezične grbove povredom članka 57. Hrvatsko-ugarske nagodbe, jer je hrvatski jezik u Hrvatskoj i Slavoniji bio službeni jezik i za tijela zajedničke uprave. Najugledniji članovi Narodne stranke sastali su se u Zagrebu na konferenciju, zaključivši da neće podupirati niti jednu vladu, koja bi odstupila od članka 57. Nagodbe. Ban Pejačević i hrvatski ministar Koloman Bedeković pošli su u Beč u ministarskom savjetu dokazivati protuzakonitost Davidova čina. Međutim, buknuli su ozbiljni nemiri u Zagorju i u bivšoj banskoj Krajini. Uza sve to Ministarsko vijeće zaključilo je da će se dvojezični grbovi postaviti u Zagrebu kako bi se time time spasio povrijeđeni ugled državne vlasti. Radi toga zaključka podnio je ban Pejačević 24. kolovoza ostavku, koju je kralj 4. rujna prihvatio. Ugarski premijer Tisza tražio je od ministarskog vijeća uvođenje komesarijata, pa je za kraljevskog komesara imenovan general H. Ramberg, sa zadatkom gušenja nacionalnog pokreta. Iako je vojska ugušila bunu, premijer je uvidio da ne može ostvariti ciljeve ugarske vlade, stoga su vraćeni grbovi bez natpisa, tzv. nijemi grbovi. Banom će potom postati Károly Khuen-Héderváry.

## Ostavština
Po njemu je danas Britanski trg u Zagrebu dugo nosio naziv Pejačevićev trg.